# Carlos Isola
Carlos Isola fue el arquero de River Plate entre los años 1912 y 1920
Falleció el 6 de junio de 1980 en la ciudad de Bernal, partido de Quilmes, pcia de Buenos Aires

## Carrera
Llegó a River a los 13 años como insider izquierdo, pero un día faltó el guardameta principal y le tocó a él ocupar su puesto. Tras otra falta del guardameta, jugando para el combinado de Zona Norte, atajó brillantemente frente al Exeter City inglés. De ahí en más fue el arquero principal, y con el club millonario ganó la Copa de Competencia Jockey Club de 1914 y el Campeonato de Primera división de 1920.
Antes de los 30 años abandonó el fútbol: para él, este deporte no dejaba plata y más allá de ser una figura reconocida y respetada, Isola dejó todo luego de estar 5 años como guardameta.
En 1957, con 60 años, Isola jugó en el partido homenaje a Ángel Labruna. Atajó en los primeros diez minutos del partido, y fue al banco para dejarle el lugar a Amadeo Carrizo.

## Selección nacional
Con la Selección Argentina de fútbol jugó, entre otros torneos y copas de la época, los Campeonatos Sudamericanos de 1916 (en donde fue subcampeón), 1917 y 1919.

## Palmarés
- Copa de Competencia Jockey Club (1): 1914
- Cup Tie Competition (1): 1914
- Primera División de Argentina (1): 1920